# Călmățuiu de Sus
Călmățuiu de Sus es una comuna ubicada en el distrito de Teleorman, Rumania.

## Superficie
Posee una superficie de 61,91 kilómetros cuadrados.

## Demografía
Hasta 2021 la población era de 1732 habitantes, con una densidad de población de 27,98 habitantes por kilómetro cuadrado.